# Beauvernois
Beauvernois település Franciaországban, Saône-et-Loire megyében. Lakosainak száma 103 fő (2022. január 1.). Beauvernois Chêne-Sec, Chapelle-Voland, La Chassagne, Chaumergy, Commenailles, Rye és Mouthier-en-Bresse községekkel határos.

## Népesség
A település népességének változása:
| Lakosok száma | 116  | 129  | 125  | 115  | 108  | 106  | 104  | 101  | 103  |
|               | 2013 | 2015 | 2016 | 2017 | 2018 | 2019 | 2020 | 2021 | 2022 |